# 瓜代拉堡
瓜代拉堡，是西班牙安达卢西亚自治区塞维利亚省的一个市镇。 总面积285平方公里，总人口57426人（2001年），人口密度201人/平方公里。